# NGC 2948
NGC 2948 ist eine Balken-Spiralgalaxie vom Hubble-Typ SBbc im Sternbild Löwe nördlich der Ekliptik. Sie ist schätzungsweise 217 Millionen Lichtjahre von der Milchstraße entfernt und hat einen Durchmesser von etwa 95.000 Lichtjahren.
Im selben Himmelsareal befindet sich u. a. die Galaxie IC 551.
Das Objekt wurde am 24. März 1786 von Wilhelm Herschel entdeckt.